# Symfoni Nr. 4 (Brahms)
Symfoni nr. 4 i E-mol, Op. 98 af Johannes Brahms er hans sidste af hans 4 symfonier. Brahms begyndte at arbejde på symfonien i Mürzzuschlag daværende Østrig-Ungarn i 1884, kun 1 år efter at han havde færdigskrevet hans Symfoni nr. 3. Brahms selv dirigerede premieren i Meiningen i Tyskland den 25. oktober 1885.

## Instrumentation
Brahms’ 4. Symfoni er skrevet for 2 fløjter, 2 oboer, 2 fagotter, 1 kontrafagot, 4 valdhorn, 2 trompeter, 3 basuner (Kun i 4. Sats), Pauke (2 i første og anden sats, 3 i tredje og fjerde sats), Triangel, og strygere.

## Satser
Symfonien har 4 satser:
1. Allegro non troppo (E-mol)
2. Andante moderato ((E-mol)
3. Allegro giocoso (C-dur)
4. Allegro energico e passionato (E-mol)